# Vince Guaraldi
Vincent Anthony Guaraldi (* 17. Juli 1928 als Vincent Anthony Dellaglio in San Francisco, Kalifornien; † 6. Februar 1976 in Menlo Park, Kalifornien) war ein US-amerikanischer Jazzmusiker (Pianist und Komponist). Berühmt wurde seine Musik für die US-amerikanische Zeichentrick-Fernsehserie Die Peanuts, die auf den gleichnamigen Comics von Charles M. Schulz basiert.

## Kurzbiografie
Vince Guaraldi besuchte die Lincoln High School und studierte dann am San Francisco State College. Schon während seiner College-Zeit trat er in Clubs wie dem Black Hawk und dem Jackson’s Nook auf, z. B. mit der Chubby Jackson/Bill Harris-Band oder Sonny Criss. Außerdem spielte er auf kleineren Veranstaltungen wie z. B. Hochzeiten. Seine erste Schallplattenaufnahme erfolgte 1951; er wirkte am 1953 erschienenen Album The Cal Tjader Trio (Fantasy) mit. 1955 formierte er sein erstes eigenes Trio mit seinem langjährigen Freund Eddie Duran an der Gitarre und Dean Reilly am Bass. Es folgten Auftritte im hungry-i-Club in North Beach, wo sein spezieller Pianostil zur großen Attraktion wurde. Damit war der „Guaraldi-Sound“ geboren. In dieser Besetzung nahm das Trio zwei Schallplatten auf: Vince Guaraldi Trio (1956) und A Flower Is a Lonesome Thing (1957). Im Jahr 1956 tourte Guaraldi mit Woody Hermans Band Thundering Herd, als er für eine Saison Nat Pierce am Piano ersetzte.
Inspiriert vom französisch-portugiesischen Film Orfeu Negro (1959) nahm er 1962 unter dem Namen Jazz Impression of Black Orpheus seine Interpretation der Filmmusik des legendären brasilianischen Komponisten Antônio Carlos Jobim auf. Der Song „Samba de Orpheus“ wurde als erste Single aus dem Album ausgekoppelt. Auf der Suche nach einer passenden B-Seite landeten Guaraldis Produzenten schließlich bei einer überarbeiteten Version der Eigenkomposition „Cast Your Fate to the Wind“, die ein großer Erfolg wurde und 1963 sogar den Grammy für die „Beste Instrumentale Jazz Komposition“ gewann. 1964 setzte er seine Bossa-Nova-Adaptionen mit dem Gitarristen Bola Sete fort. Guaraldis größter Erfolg resultiert aus seiner Musik für die TV-Comic-Sendung A Charlie Brown Christmas von 1965. Bis zu seinem Tod lieferte er die Musik zu allen weiteren bis dahin produzierten Peanuts-TV-Episoden.
Vince Guaraldi starb 47-jährig 1976 an einem Herzinfarkt, während er zwischen zwei Sets im Nachtclub Butterfield’s in Menlo Park in einem Motelzimmer auf seinen Auftritt wartete.

## Diskografie (Auswahl)
Alben
- 1956: Vince Guaraldi Trio (Fantasy LP 3225, OJC 149) mit Eddie Duran (g), Dean Reilly (b)
- 1957: A Flower Is a Lonesome Thing mit Eddie Duran (g), Dean Reilly (b)
- 1962: Jazz Impressions of Black Orpheus mit Monty Budwig (b), Colin Bailey (dr)
- 1964: Jazz Impressions of „A Boy Named Charlie Brown“ mit Monty Budwig (b), Colin Bailey (dr)
- 1965: A Charlie Brown Christmas mit Jerry Granelli (dr), Fred Marshall (b)

Singles
- 1965: Christmas Time Is Here (UK: Silber)[4]

## Publikationen
- Derrick Bang: Vince Guaraldi at the Piano, McFarland Books, 2012